# Ion Luca Caragiale
Œuvres principales
- O noapte furtunoasă (Une nuit orageuse) (1879)
- Conul Leonida față cu reacțiunea (M'sieu Léonida face à la réaction) (1880)
- O scrisoare pierdută (Une lettre perdue) (1884)

Ion Luca Caragiale est un écrivain roumain (romancier, nouvelliste, poète et dramaturge) né le 1er février 1852 à Haimanale dans le județ de Dâmbovița et mort le 9 juin 1912 à Berlin. Caragiale est considéré comme le plus grand dramaturge roumain et l'un des plus grands écrivains roumains. Il a été élu membre de l'Académie roumaine (Academia Română) à titre posthume.
S’étalant sur quatre décennies, le travail de Caragiale couvre les genres néoclassiques, réalistes et naturalistes, et s’appuie sur une synthèse originale des influences locales et étrangères. Ses pièces constituent une critique de la société roumaine de la fin du XIXe siècle, tandis que ses dernières œuvres adoptent un genre plus fantastique ou tourné vers la fiction historique.
Caragiale oscille entre les courants libéral et conservateur. La plupart de ses œuvres satiriques ciblent les libéraux républicains et les libéraux nationaux. Il entre d’ailleurs en conflit avec les dirigeants des libéraux nationaux comme Dimitrie Sturdza et Bogdan Petriceicu Hasdeu, et devient un fervent adversaire du poète symboliste Alexandru Macedonski. Ces différends lui valent d’être mis au ban de la société culturelle de l’époque. Dans les années 1890, Caragiale rejoint le mouvement radical lancé par George Panu, avant de s'associer au parti conservateur. Après s’être installé à Berlin, il manifeste, dans le sillage de la révolte paysanne de 1907, de vives critiques envers l’ensemble de la classe politique roumaine. Il rallie finalement le parti conservateur-démocrate.
Ion Luca Caragiale est le neveu du dramaturge Costache Caragiale et le père de Mateiu Caragiale.

## Biographie

### Origine familiale
Ion Luca Caragiale est issu d’une famille d'ascendance grecque, dont les premiers membres sont arrivés en Valachie en 1812, sous le règne du prince Ioan Gheorghe Caragea. Son grand-père, connu sous le nom de Ștefan Caragiali, était cuisinier à la cour de Bucarest. Le père de Ion Luca, supposé originaire d’Istanbul, alors capitale de l’empire ottoman, s’établit dans le comté de Prahova en tant que conservateur du monastère de Mărgineni (qui, à l’époque, appartenait à l’Église orthodoxe du mont Sinaï). Connu localement en tant que Luca Caragiali, il se forge rapidement une réputation d’avocat et de juge, et épouse Ecaterina, la fille d’un marchand de Brașov. Son nom de jeune fille est tantôt renseigné comme étant Alexovici (Alexevici), tantôt comme Karaboa (Caraboa). Elle est réputée être d’origine grecque et, selon l’historien Lucian Nastasă-Kovacs, certains de ses proches appartenaient à la famille hongroise des Tabay. En plus de Ion Luca, le couple donne naissance à une petite fille nommée Lenci.
Les oncles de Ion Luca, Costache et Iorgu Caragiale, connus également sous le nom de Caragiali, s’occupent de troupes théâtrales, et sont des figures influentes dans le développement du théâtre roumain, alors à ses prémices, aussi bien en Valachie qu’en Moldavie. Luca Caragiali a lui aussi joué au côté ses frères dans sa jeunesse, avant de se résoudre à s’installer. Tous les trois sont vivement critiqués pour ne pas participer à la révolution de 1821 qui voit le soulèvement de la Valachie et de la Moldavie face à l’empire ottoman. Ils se justifient cependant dans une brochure imprimée en 1848. Les frères Caragiali ont deux sœurs, Ecaterina et Anastasia.
Vers la fin de sa vie, l’écrivain tend à souligner les origines modestes de sa famille ainsi que son statut d’autodidacte. Il décrit d’ailleurs les paysages de sa jeunesse semblables « aux bourbiers de Ploiești ». Bien qu’il invite son biographe Constantin Dobrogeanu-Gherea à le dépeindre comme un « prolétaire », ce récit est toutefois contesté par plusieurs chercheurs, qui notent la bonne situation sociale de la famille.
Ion Luca Caragiale reste discret sur son origine ethnique pendant la majeure partie de sa vie. Parallèlement, ses origines étrangères sont portées à l’attention de ses adversaires, qui les utilisent contre lui dans de nombreuses polémiques. Mihai Eminescu lui aussi qualifie son ancien ami d’« escroc grec », après que leur relation s'est fortement dégradée. Conscient de ce fait, Caragiale considère chaque référence à ses origines comme une insulte. À plusieurs reprises, il préfère indiquer qu’il a eu une « naissance obscure ».

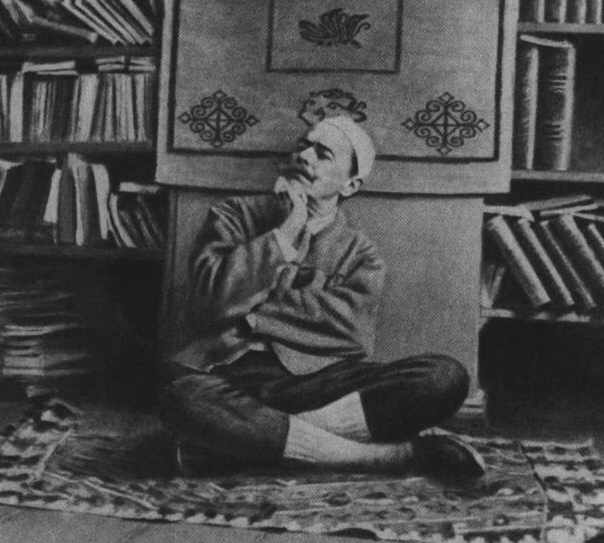
Caragiale en costume typique des Balkans, photographié vers 1900.

Néanmoins, comme le note le critique littéraire Tudor Vianu, le regard de Caragiale sur la vie est typiquement balkanique et oriental, qui, toujours selon Vianu, reflète un genre « puisé dans ses origines ». Paul Zarifopol exprime un point de vue similaire à ce sujet, et spécule que l’état d’esprit conservateur de Caragiale est peut-être dû à la « paresse d’un véritable oriental » (ailleurs, il fait allusion à l’écrivain comme « un paresseux sudiste, doté d’une intelligence et d’une imagination exceptionnelles »). Dans son œuvre principale sur l’histoire de la littérature roumaine, George Călinescu inclut Caragiale dans un groupe d’écrivains dit « des Balkans », dont le statut de classe moyenne et bien souvent leurs origines étrangères, soutient-il, les mettent à part, indépendamment de leur époque. Les autres écrivains dans cette catégorie sont, par ordre chronologique : Anton Pann, Tudor Arghezi, Ion Minulescu, Urmuz, Mateiu Caragiale et Ion Barbu. En revanche, le critique Garabet Ibrăileanu note que l’origine valaque de Caragiale est très importante pour expliquer ses choix politiques ainsi que ses supposés préjugés sociaux.
Une seule fois, Caragiale mentionne son grand-père paternel comme « un cuisinier grec ». Parfois, il indique que ses racines sont sur l'île d'Hydra. Sur une photographie, il pose en costume oriental et assis en tailleur. Vianu considère cela comme une référence supplémentaire à ses origines balkaniques. Deux de ses biographes, Zarifopol et Șerban Cioculescu (en), notent qu’un passage du conte de fées Kir Ianulea est très certainement une autoréférence de l’auteur : dans cet extrait, le diable, déguisé en marchand arvanite, est très fier de sa capacité à parler roumain.
Les études menées par le centre de recherche théâtrale situé à Athènes, en Grèce, et rendues publiques en 2002, apportent une lumière nouvelle sur les origines de Caragiale. Selon cette enquête, Ștefan Caragiali était natif de Céphalonie, et son nom d’origine, Karaialis, a été changé sur ordre du prince Caragea. Plusieurs auteurs croient également que les ancêtres de Caragiale étaient albanais ou aroumains.
À l’origine, Ion Luca était connu sous le nom de Ioanne L. Caragiali. Sa famille et ses amis l’appellent en général Iancu, ou, plus rarement, Iancuțu (les deux étant des hypocoristiques désuets dérivés de Ion). Son nom complet définitif comporte la syllabe ca deux fois consécutivement, ce qui est généralement évité en roumain à cause de la connotation scatologique qui en résulte lors de la prononciation. Toutefois, son nom est devenu l’une des rares cacophonies acceptées par l’Académie roumaine.

### Jeunesse

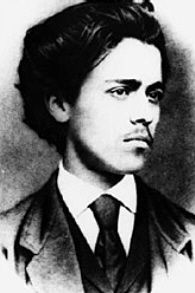
Caragiale adolescent.

Né au village de Haimanale, dans le comté de Prahova (aujourd’hui renommé I. L. Caragiale, dans le comté de Dâmbovița), Caragiale entame son éducation à Ploiești. Dans les premières années, il apprend à lire et à écrire avec le Père Marinache à l’église orthodoxe roumaine de Saint Georges. Peu de temps après, Bazilie Dragoșescu lui enseigne le roumain littéraire. Caragiale reconnaîtra d’ailleurs dans ses dernières œuvres l’influence de Dragoșescu sur son maniement de la langue. À l’âge de sept ans, Ion Luca assiste aux célébrations données pour l’union des Principautés du Danube, et qui voit l’élection d’Alexandru Ion Cuza en tant que Prince de Valachie ; les réformes entreprises ultérieurement par Cuza vont influencer les choix politiques que Caragiale prendra vers la fin de sa vie. Le nouveau souverain vient visiter en 1859 l’école primaire où est scolarisé Caragiale, et est reçu avec enthousiasme par Dragoșescu et ses élèves.
Il poursuit sa scolarité au collège « Sfinții Petru și Pavel » de Ploiești jusqu’en 1867. Durant cette période, Constantin Iennescu, qui deviendra un peu plus tard maire de Ploiești, lui enseigne l’Histoire. En 1868, et après avoir fini sa dernière année de collège à Bucarest, le jeune Caragiale se résout à embrasser la passion familiale pour le théâtre. Il intègre dès lors l’école de son oncle Costache Caragiale à Bucarest, où il apprend l’art de la déclamation et des mimiques. Il est fort probable qu’il ait été au même moment figurant au Théâtre National de Bucarest. Malgré ses efforts, il ne parvient pas à trouver un emploi à plein temps dans le milieu, et vers l’âge de 18 ans, travaille comme copiste pour le tribunal du Comté de Prahova. Tout au long de sa vie, Caragiale refuse de parler à quiconque de cette expérience dans le théâtre, même à ses proches et à sa femme, Alexandrina Burelly.
En 1862, Ion Luca est témoin du renversement de Cuza par une coalition de conservateurs et de libéraux. Comme il le reconnaît dans sa nouvelle « Grand Hôtel 'Victoria Română' », ses amis et lui approuvent cette destitution en votant « Oui » lors d’un référendum organisé ultérieurement par les nouvelles autorités. Ils ne se contentent pas de voter une seule mais plusieurs fois chacun, cette pratique étant tacitement encouragée par le nouveau pouvoir. Âgé de 18 ans, il devient un partisan enthousiaste du mouvement libéral, et sympathise avec les idéaux républicains qu’il véhicule. En 1871, il observe la création de la République de Ploiești, un état éphémère créé par les libéraux, dans le but d’évincer Domnitor Carol 1er (qui deviendra futur roi de Roumanie). Plus tard dans sa vie, alors que ses opinions politiques se tournent vers le conservatisme, Caragiale raillera à la fois le coup d’État et sa propre participation.
Toujours en 1871, il retourne à Bucarest après que le directeur du Théâtre national, Mihail Pascaly, l’a engagé comme souffleur. Dans son ouvrage « Din carnetul unui vechi sufleur » (Le carnet d’un vieux souffleur), il y décrit son expérience. Le poète Mihai Eminescu, avec qui Ion Luca entretient aussi bien des relations cordiales que des rivalités, avait occupé précédemment la même fonction sous la direction de Iorgu Caragiale. Entre 1870 et 1872, Ion Luca est également souffleur au Théâtre National Moldave, situé à Iași. Durant cette même période, il travaille comme correcteur d'épreuves pour plusieurs publications, et donne des cours particuliers. En plus de sa connaissance croissante du répertoire théâtral, le jeune Caragiale se passionne pour les textes issus de la philosophie des Lumières.

### Débuts littéraires

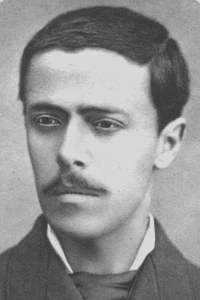
Caragiale dans ses jeunes années.

Après la mort de son père en 1870 Ion est le seul à faire subsister sa mère et sa sœur,
Ion Luca fait ses débuts littéraires à l’âge de 21 ans, par des poèmes et des chroniques humoristiques dans le magazine satirique libéral Ghimpele. Il ne publie que peu d’articles signés d’un nom de plume comme "Car."[Contraction de son nom de famille], et "Palicar". De temps en temps Ion doit effectuer de menus travaux pour l’équipe de rédaction et l’imprimerie surtout après la mort de son père. Depuis son retour à Bucarest, il s'implique dans l’aile radicale et républicaine du mouvement libéral, mouvement plus communément appelé « Les Rouges ». Il assiste régulièrement aux congrès du parti, et écoute les discours du dirigeant des Rouges, C. A. Rosetti. Il devient habitué de l’argumentaire populiste, et il se servira de cette connaissance pour mieux le parodier dans plusieurs de ses œuvres. Lors de son travail pour Ghimpele, il fait la connaissance de l’écrivain républicain N. T. Orășanu.
Plusieurs de ses articles pour Ghimpele sont écrits sur un ton sarcastique, ciblant diverses personnalités littéraires de l’époque. En juin 1874, il s’amuse aux dépens de l’auteur des almanachs populaires, N. D. Popescu-Popnedea, dont le goût est mis en doute. Peu après, il tourne en ridicule le poète montant Alexandru Macedonski, qui avait rendu public son titre de « Comte de Geniadevsky » ainsi que ses origines polonaises. L’article rédigé par Caragiale, dans lequel il émet l’hypothèse que Macedonski (qui est mentionné sous l’anagramme Aamsky) utilisait son titre dans le seul but de rappeler aux gens le mot « génie », constitue le premier acte d’une longue polémique entre les deux figures littéraires. Caragiale tourne Aamsky en un personnage à part entière, et envisage sa mort comme une conséquence du surmenage à la suite de l’édition de magazines « pour le développement politique du pays ».
Caragiale publie également des poèmes : deux sonnets et une série d’épigrammes (l’un d’entre eux étant une nouvelle attaque contre Macedonski). Son tout premier poème, un sonnet datant de 1873, dédié au baryton Agostino Mazzoli, est considéré comme sa première contribution aux belles-lettres (par opposition au journalisme).
En 1896, Macedonski lui retourne ironiquement :

« Dès 1872, les clients de certains cafés en plein air de la capitale ont eu l’occasion d’accueillir parmi eux un jeune homme bruyant, un esprit étrange qui semblait être destiné, eut-il choisi de se consacrer aux lettres ou aux arts, à devenir tout à fait original. En effet, l’apparence de ce jeune homme, ses gestes hâtifs, son sourire sarcastique […], sa voix constamment irritée et railleuse, ainsi que son raisonnement sophistique attirèrent facilement l’attention. »

Au cours des années suivantes, Caragiale collabore à plusieurs gazettes du nouveau Parti National Libéral, et, en mai 1877, il crée le magazine satirique Claponul (Le chapon). En 1877, il commence à adapter des pièces françaises en roumain pour être jouées au Théâtre National : Rome vaincue d’Alexandre Parodi (dont les représentations eurent lieu fin 1877 – début 1878), L’Hetman de Paul Déroulède, ainsi que Une camaraderie de Eugène Scribe. Il fonde également, avec le républicain français Frédéric Damé, le journal Națiunea Română (La Nation Roumaine).
C’est à cette même époque qu’il contribue à la création d’une vue d’ensemble du théâtre roumain, publiée en plusieurs épisodes dans le quotidien România Liberă (Roumanie Libre). Il y attaque l’infériorité de la dramaturgie roumaine et le recours généralisé au plagiat. D’après l’historien littéraire Perpessicius, cette série constitue « l’une des contributions critiques les plus solides dans l’histoire de notre théâtre. »
Macedonski prétendra plus tard que, dans ses contributions pour des journaux libéraux, le jeune écrivain aurait diffamé plusieurs membres du Parti Conservateur. En analysant cette période, Șerban Cioculescu conclut que cette accusation est fausse, et que seul un article polémique sur un sujet politique peut être attribué à Caragiale.

### TimpuletClaponul(«Le Temps» et «Le Chapon»)

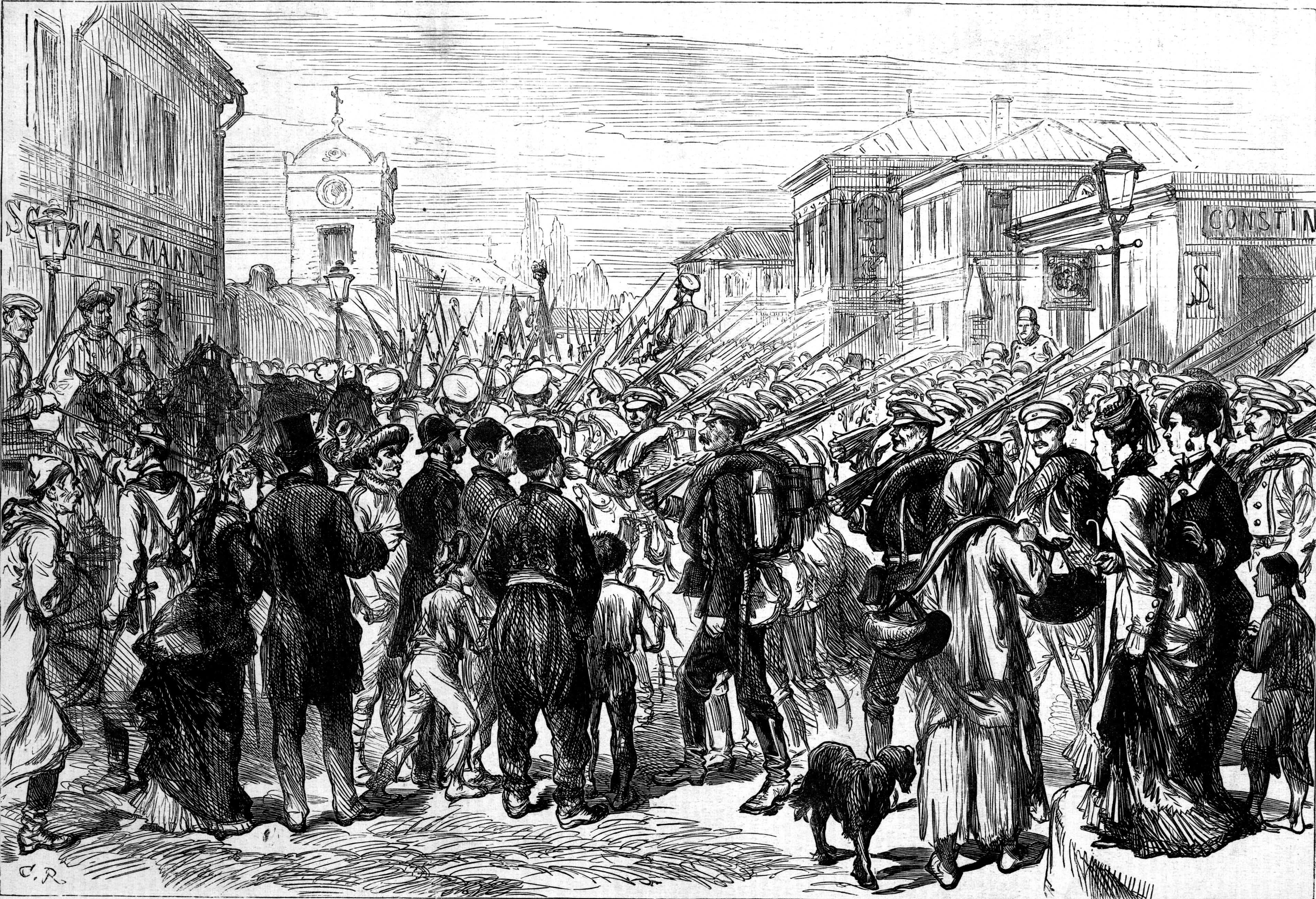
L'armée russe dans Bucarest, tel qu'imprimé dans The Illustrated London News (1877).

Le jeune journaliste commence à s’éloigner des vues politiques du Parti Libéral National à partir de 1876, lorsque ce dernier arrive au pouvoir, mené par Ion Brătianu qui devient premier ministre. Selon plusieurs versions, Eminescu, qui travaille alors dans l’équipe de rédaction du principal journal conservateur, Timpul, demande que Caragiale et le prosateur transylvanien Ioan Slavici le rejoignent. Toutefois, l’enchainement des événements reste incertain, et dépend principalement de sources indiquant qu’Eminescu fut engagé par le journal dès mars 1876. D’autres témoignages révèlent qu’Eminescu fut en fait le dernier à avoir rejoint l’équipe, commençant son travail à partir de janvier 1878.
Slavici se souviendra plus tard que tous trois avaient l’habitude de s’engager dans de longues discussions au siège du Timpul sur la Calea Victoriei ainsi qu’à la résidence d’Eminescu sur Strada Sfinților, au sujet de la rédaction d’un ouvrage de référence sur la grammaire roumaine.
À cette époque, Eminescu et le journal Timpul s’engagent dans une vive polémique contre les « Rouges », et visent notamment leur dirigeant Rosetti. Dans le même temps, la Roumanie entre dans le conflit russo-turque aux côtés de l’Empire russe afin d’assurer sa complète indépendance face à l’Empire ottoman. Caragiale ne manifeste alors que peu d’intérêt dans la rédaction d’articles pour le compte du Timpul. Cependant plusieurs chroniques non signées, couvrant notamment des événements extérieurs, semblent provenir de lui. Parmi ces chroniques, une adaptation des nouvelles de l’auteur américain Edgar Allan Poe est publiée par le Timpul au cours de la période printemps-été 1878. Le quotidien étant présenté comme un travail collectif, il est difficile d’identifier les auteurs de bon nombre d’articles parus. Et, selon Slavici, Caragiale avait pour habitude de terminer les contributions inachevées d’Eminescu lorsque celui-ci devait s’absenter de manière inopinée.
Au lieu de ça, Caragiale préfère se concentrer sur le Claponul, qu’il rédige seul et publie pendant toute la durée du conflit. Zarifopol pense qu’au travers de la série de satires qu’il écrit pour le magazine, Caragiale expérimente son style, et « divertit les banlieusards dans le but de mieux les étudier ». Un article qu’il publie met en scène un barbier imaginaire et artiste à ses heures perdues, Năstase Știrbu, qui associe constamment art et littérature à la coupe des cheveux. Le thème ainsi que le personnage seront repris dans certains de ses futurs travaux. De même, un fragment de prose faisant référence à deux amis inséparables, Șotrocea et Motrocea, pose les bases de la série des Lache et Mache dans Momente și schițe, où on trouve aussi le personnage Mitică. Un autre article notable de cette période est Pohod la șosea, un reportage en rimes décrivant l’arrivée de l’armée russe à Bucarest, et les réactions des habitants face à cet événement. Malgré tout,
Claponul cesse d’être publié au début de l'année 1878.

### Caragiale etJunimea

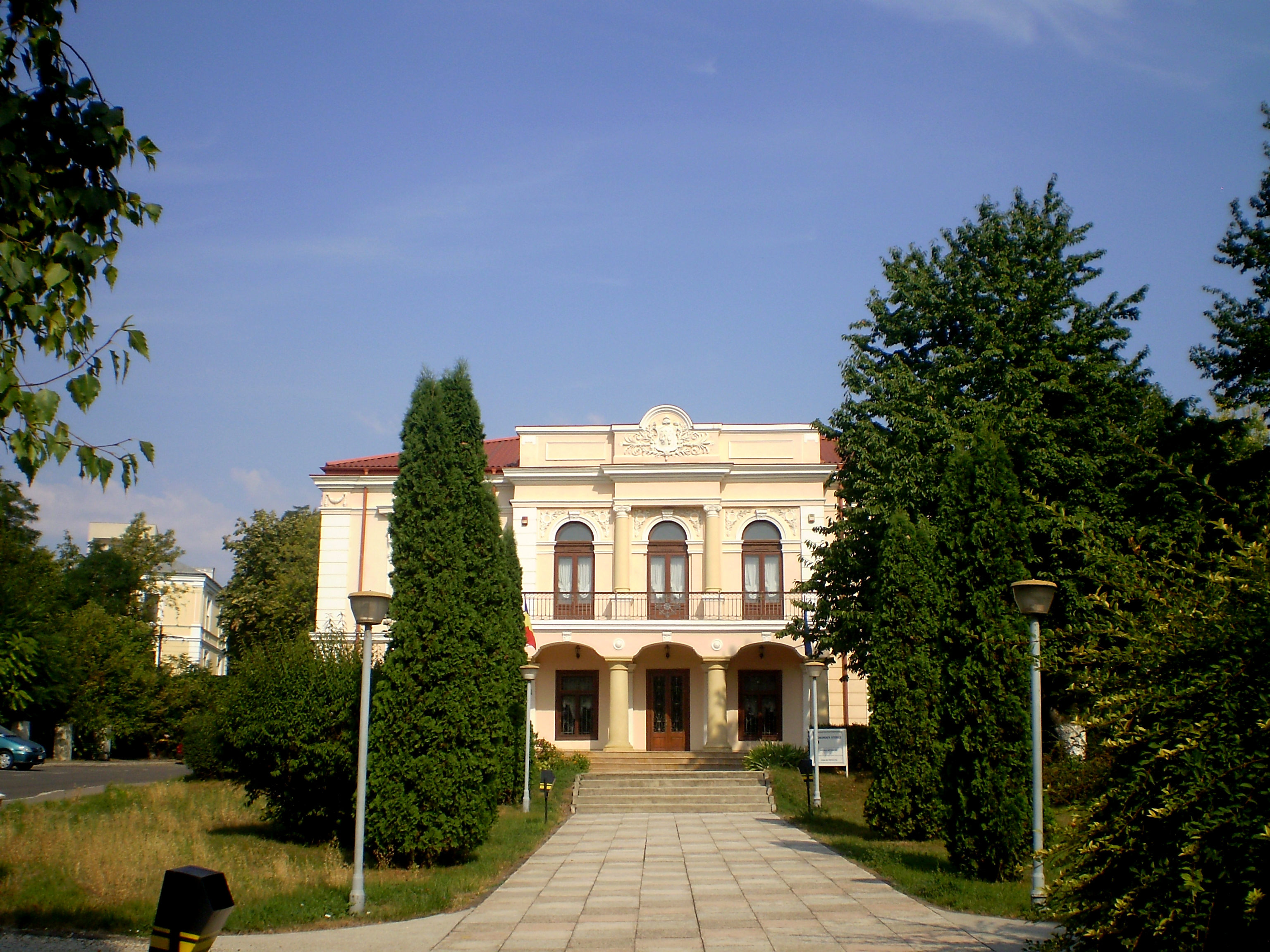
La maison Pogor à Iași, siège de Junimea. Aujourd'hui, elle abrite le musée roumain de littérature.

C’est probablement grâce à Eminescu qu'Ion Luca Caragiale entre en contact avec Junimea, l’influente société littéraire basée à Iași, centre des opposants à la politique des libéraux nationaux. Initialement, Caragiale rencontre le fondateur de Junimea, le critique et politicien Titu Maiorescu, lors d’une visite à la maison du D. Kremnitz, médecin de la famille de Domnitor Carol 1er. La femme du docteur et belle-sœur de Maiorescu, Mite Kremnitz, est elle-même une écrivaine, et deviendra plus tard l’amante d’Eminescu. Au cours de plusieurs réunions, Maiorescu demande à Caragiale de consigner une série d’aphorismes dans un album. Ses pensées succinctes adoptent un style contemplatif, et quelques-unes d'entre elles dénotent une certaine misanthropie, ainsi qu'une relative misogynie.
En 1878, Caragiale et Maiorescu quittent Iași, où ils assistèrent au 15e anniversaire de Junimea, et pour lequel Caragiale présenta le premier brouillon de sa désormais célèbre pièce O noapte furtunoasă. L’œuvre, qui tourne en ridicule les valeurs de la petite bourgeoisie, mélange de valeurs libérales et de démagogie sur fond de culture superficielle, trouve immédiatement un écho au sein du groupe à majorité conservatrice. Elle représente l’un des moments clés qui marquent la transformation des activités de Junimea, caractérisées dès lors par la diffusion de la société sur Bucarest et le mécénat. D’autres écrivains participent également à ce changement, comme Creangă, Slavici, Vasile Alecsandri et Vasile Conta. Ensemble avec Caragiale, ils deviennent bientôt les principaux représentants de l’influence directe de Junimea sur la littérature. Tous, à des degrés divers, saluent la critique de Maiorescu sur les « formes sans le fond » (Formele fără fond), élément central du discours « juministe », qui dénonce l’impact négatif de la modernisation, bénéficiant uniquement aux classes supérieures de la société roumaine et laissant le reste de la population avec une culture incomplète et altérée.
Ion Luca Caragiale s’associe à la rédaction de la revue littéraire de Junimea, Convorbiri Literare (Conversations littéraires), et continuera à y rédiger des articles bien après 1885, année du déclin de la société. C’est dans cette revue que sont présentées en avant-première ses plus grandes comédies. Malgré son implication dans les activités de Junimea, il décide de ne pas rejoindre le mouvement initié par Petre P. Carp, qui vise à promouvoir la société comme troisième force politique dans le pays, et restera ardemment attaché à son indépendance les années suivantes. Cela ne l’empêche pas de participer à la rédaction du journal juministe Constituționalul (Le Constitutionnel).
La première représentation de la pièce O noapte furtunoasă (Une nuit orageuse) a lieu au Théâtre national de Bucarest début janvier 1879. Elle marque pour la première fois l’association entre Caragiale et le comédien Mihai Mateescu, qui dépeindra par la suite ses plus célèbres personnages. La pièce est tout de suite un succès, et les acclamations parviennent jusqu’à Caragiale, bien que celui-ci ait refusé que son nom apparaisse sur les affiches. Lors de la seconde représentation, Caragiale est outré de découvrir les propos que véhiculent sa pièce largement atténués par Ion Ghica, chef des théâtres nommé par le gouvernement et libéral national. Lorsqu’il demande une explication officielle, O noapte furtunoasă est retirée du calendrier de la saison. Dans les années qui suivent, la pièce ou ses versions plagiées sont jouées par des troupes indépendantes pour leur propre bénéfice. En 1883, la pièce est finalement réintégrée au répertoire du Théâtre national, et devient si populaire que nombre de théâtres de province comme celui de Craiova ou de Iași décident de chambouler leur programme pour l’inclure.
Par la suite, Caragiale prend la direction de ses pièces au Théâtre national, où son principal collaborateur est l’acteur et directeur de théâtre Constantin I. Nottara. Ensemble, ils mettent un terme aux techniques favorisées par Mihail Pascaly, et remplacent la déclamation empathique par une perspective de jeu plus naturelle et recherchée.

### Inspecteur général

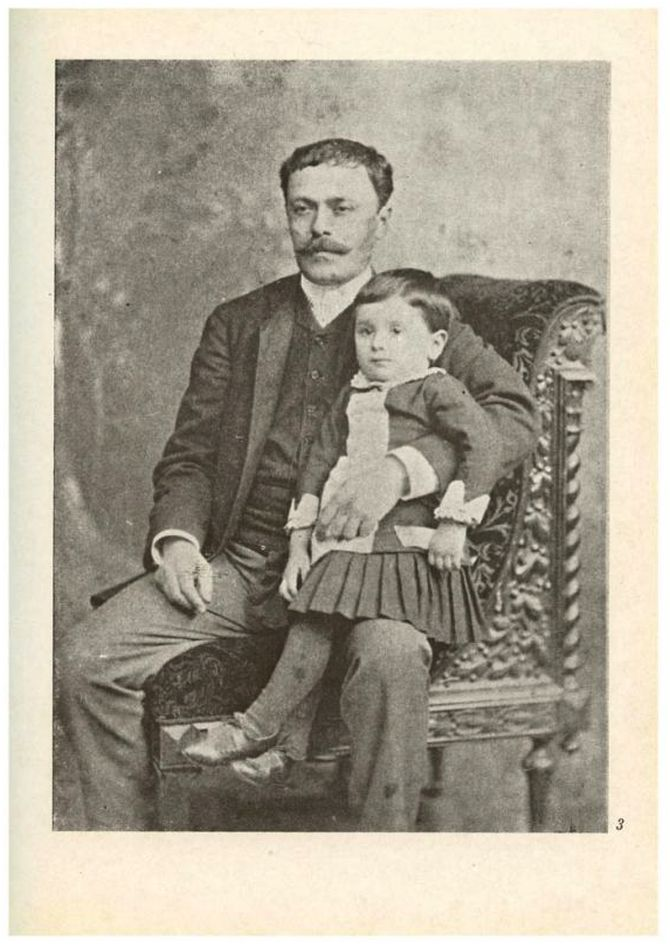
Ion Luca avec son fils Mateiu Caragiale, photographie prise avant 1900.

En 1880, Caragiale publie Conu Leonida față cu reacțiunea (M'sieu Léonida face à la réaction), une pièce centrée sur un retraité « rouge » inculte et sa femme naïve, qui, après avoir surpris une bagarre dans la rue, pensent qu’une révolution est imminente. Ses mémoires sur le monde du théâtre sont également publiés cette année, coïncidant avec la sortie des mémoires de Ion Creangă, Amintiri din copilărie (Souvenirs d’enfance).
Accompagné par Maiorescu, Caragiale quitte provisoirement la Roumanie pour l’Autriche-Hongrie. À Vienne, il assiste à la représentation de la pièce de William Shakespeare, Le Songe d'une nuit d'été, au Burgtheater. Pratiquement au chômage à son retour, il renonce en 1881 à son poste au Timpul. Néanmoins, à l’automne de cette même année, V. A. Urechia, ministre de l’éducation dans le gouvernement dirigé par Ion Brătianu, lui propose une position en tant qu’inspecteur général pour les comtés moldaves de Suceava et Neamț. Profitant de la proximité entre sa nouvelle résidence et Iași, Ion Luca Caragiale participe régulièrement aux activités de Junimea, et se lie d’amitié avec ses principaux représentants, tels que Iacob Negruzzi, Vasile Pogor, et Petru Th. Missir. C’est avec Negruzzi qu’il adapte pour le théâtre Hatmanul Baltag, une nouvelle de Nicolae Gane.
Il devient proche de Veronica Micle, écrivaine et maîtresse d’Eminescu, avec qui il entretient une liaison amoureuse. Micle continue de fréquenter le poète ce qui va provoquer la dégradation de l’amitié entre les deux hommes : Eminescu est jaloux de la relation entre Micle et Caragiale, tandis que Micle en veut à Eminescu de poursuivre son aventure avec Mite Kremnitz.
Un an après, Caragiale retourne en Valachie, où il devient inspecteur général des județe d’Argeș et de Vâlcea. Cette fonction lui étant retirée en 1884, Caragiale, au bord de la faillite, est ainsi contraint d’accepter un poste inférieur en tant qu'employé administratif à l’État Civil. C’est probablement durant cette période qu’il écrit et publie son mélodrame O soacră (Une belle-mère). Conscient des faiblesses de son travail, il préfère déclarer qu'il écrivît cette œuvre pendant sa jeunesse, en 1876. Son récit est cependant contesté par plusieurs éléments dans le texte.
En juin 1883, alors qu’il rend visite à Maiorescu, il apprend qu’Eminescu souffre d’une attaque de démence (causée par une maladie qui l’emportera en 1889), Caragiale s’effondre en larmes. Cet événement déclenche une série de conflits internes entre les membres de Junimea : comme Pogor, Caragiale s’oppose au style de Vasile Alecsandri, un poète juministe âgé, et est choqué d’apprendre que celui-ci se moque ouvertement du jeune Eminescu. À son tour, il décide de critiquer publiquement Alecsandri, lors du congrès de la société en mars 1884. Maiorescu consigne dans son journal que « [...] Caragiale [était] agressif et grossier envers Alecsandri. »
L’année 1885 marque le décès de Catinca Momulo Cardini, communément appelée Catinca Momuloaia. Veuve d’un riche et célèbre restaurateur, elle était la cousine de la mère de Caragiale, Ecaterina. Sa mort ouvre la perspective pour l’écrivain d’hériter d’une large fortune. Il est néanmoins impliqué dans un procès avec les proches parents de Momuloaia, procès qui se poursuivra jusqu’au début du XXe siècle.

### Premiers grands succès

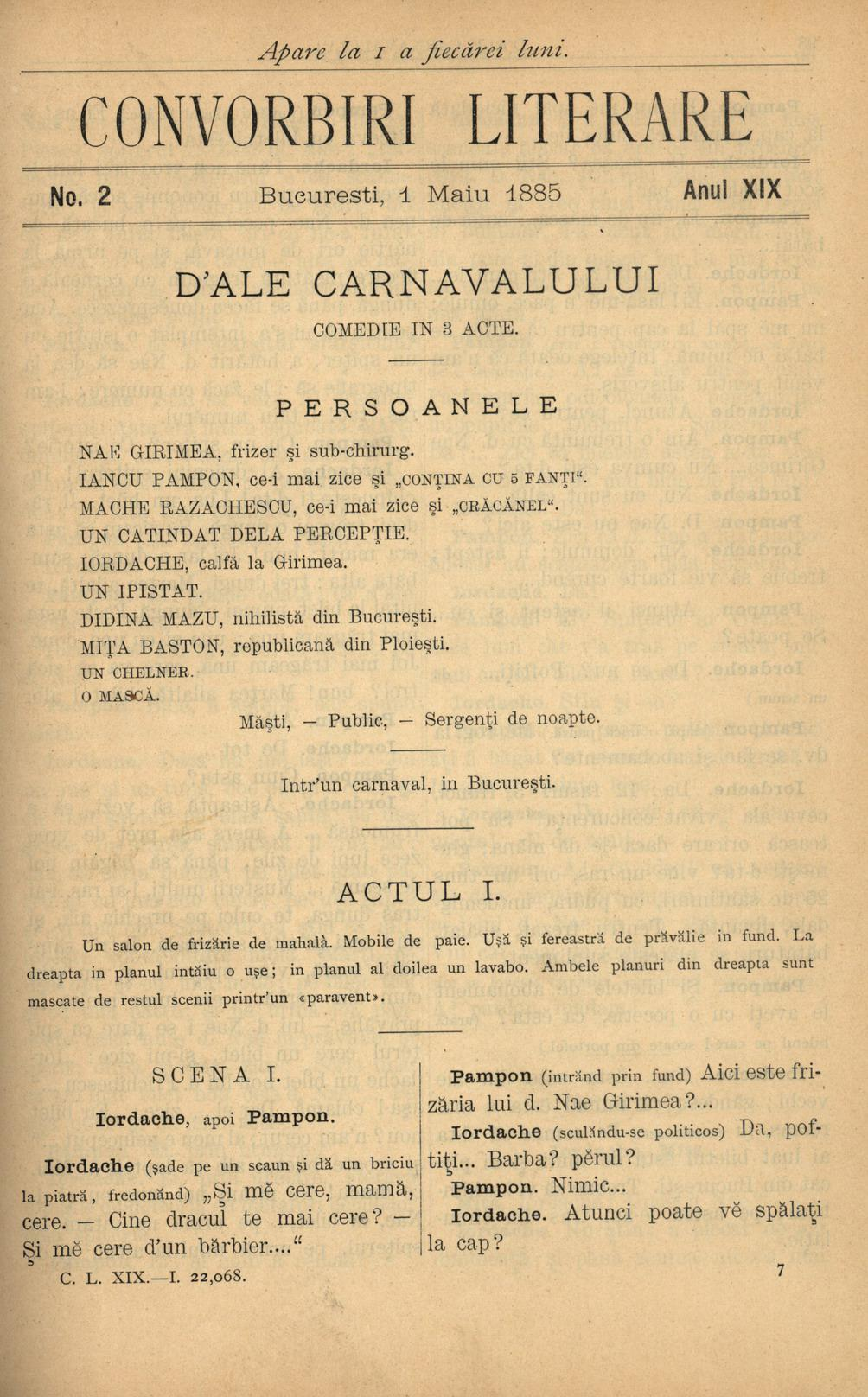
Première version imprimée de D-ale carnavalului, publiée dans Convorbiri Literare (mai 1885).

Quelques mois après le début des disputes au sein de Junimea, O scriosare pierdută (Une lettre perdue) est pour la première fois présentée au public. Fresque mélangeant conflits entre appareils politiques, corruption provinciale, ambitions mesquines et démagogie décousue, la pièce est un succès immédiat. Certainement le point culminant de la carrière de Caragiale, elle devient l’une des œuvres les plus connues du genre de la littérature roumaine. Maiorescu est ravi de son succès, et voit en elle le signe de la maturité de la société roumaine, qui, selon ses propres termes, « commence à rire » de la rhétorique nationale-libérale.
Ion Luca Caragiale entretient une relation amoureuse avec une jeune femme célibataire, Maria Constantinescu, qui travaille à la mairie de Bucarest. En 1885, elle donne naissance à Mateiu, que Caragiale reconnaît comme son fils.
Au cours de la même année, sa nouvelle pièce de théâtre, D-ale carnavalului (Ainsi va l’carnaval), satire légère des mœurs de banlieue et des mésaventures amoureuses, est reçue sous les huées du public. Les critiques la qualifient « d’immorale », en raison de sa représentation crue d’un adultère laissé impuni. La controverse prend une telle ampleur que Maiorescu doit prendre le parti de son ami, et publie un essai critique contre les principes culturels nationaux-libéraux, intitulé Comediile domnului Caragiale (Les comédies du Sieur Caragiale). Ce travail sera de nouveau publié en 1889, en préface d’un recueil de pièces de Caragiale.
Dans cet essai, Maiorescu, influencé par les idées d’Arthur Schopenhauer, fait valoir que Caragiale n’a pas échoué dans son entreprise d’élever l’âme humaine avec cette œuvre, précisément parce qu’il a su à la fois dépasser le didactisme et l’égotisme. En réponse aux accusations d’antipatriotisme de la pièce, Maiorescu rétorque :

« [...] les poèmes d’aujourd’hui avec une intention politique, les odes à des jours solennels, les compositions théâtrales comme glorifications dynastiques sont un simulacre d’art, et non l’art véritable. Même le patriotisme, le sentiment le plus important pour le citoyen d’un état dans ses actions de citoyen, n’a pas sa place dans l’art en tant que forme ad hoc du patriotisme. Y a-t-il un seul poème lyrique sur le patriotisme français chez Corneille ? Y a-t-il un jaillissement national chez Racine ? Y en a-t-il un chez Molière ? Y en a-t-il un chez Shakespeare ? Y en a-t-il un chez Goethe ? »

L’article joue un rôle essentiel dans la réconciliation entre Caragiale et le public, mais crée une polémique entre Maiorescu et le philosophe Constantin Dobrogeanu-Gherea, qui affirme que Maiorescu se contredit. Dobrogeanu-Gherea a toujours été en faveur du travail de Caragiale, mais considère D-ale carnavalului comme sa pièce la plus inconsistante.

### Directeur de théâtre et mariage

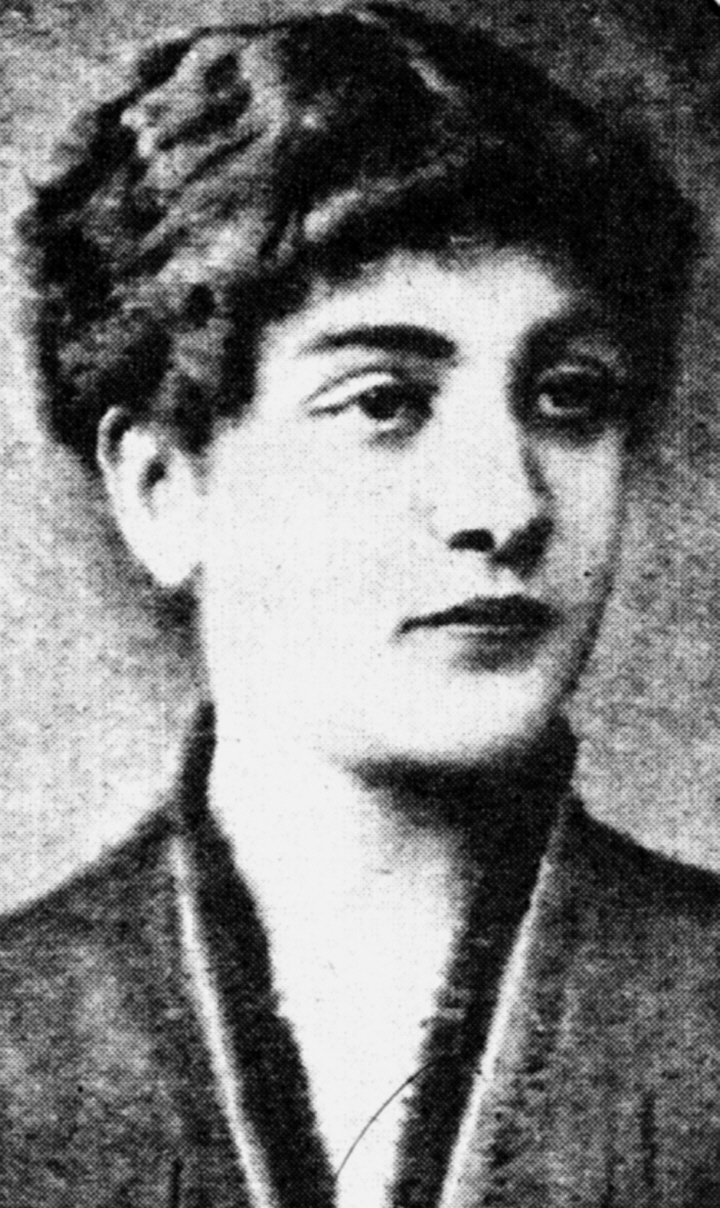
Alexandrina Burelly.

Malgré ses conflits avec les libéraux-nationaux, Caragiale, toujours en proie à des difficultés financières, accepte de rédiger quelques articles pour les éditions du parti, et devient brièvement associé au journal Voința Națională (La Volonté Nationale), publié par l’historien et politicien Alexandru Dimitrie Xenopol. Sous le nom de plume Luca, il y rédige deux chroniques sur le théâtre. En parallèle, il donne des cours au lycée privé Sfântul Gheorghe de Bucarest. Tout cela s’achève en 1888, lorsque Maiorescu accède au poste de ministre de l’éducation dans le gouvernement dirigé par Teodor Rosetti, formé d’une majorité de conservateurs junimistes. Caragiale demande à être nommé Responsable des Théâtres, fonction qui sous-entend devenir directeur du Théâtre National de Bucarest. Si, dans un premier temps, Maiorescu s’oppose à cette requête, cette position lui est finalement attribuée. La décision finale sur cette question appartient à la Reine Elisabeth de Roumanie : c’est elle qui a proposé à Maiorescu de reconsidérer la proposition de Caragiale ou, sinon, d’étudier la candidature de l’influant juministe Petre P. Carp.
Sa nomination provoque une certaine controverse à l’époque : Ion Luca Caragiale, à la différence de ses prédécesseurs (y compris l’ancien responsable C. I. Stăncescu), est un professionnel du milieu, et une personne d’origine modeste. Alors que les libéraux-nationaux intensifient leur campagne contre lui, le dramaturge rédige une lettre ouverte à la presse de Bucarest, dans laquelle il précise ses intentions et explique les circonstances de sa nomination. Il attribue son ascension à l’intérêt que porte Junimea sur son œuvre, tout en défendant la société littéraire qui, selon ses propres termes, « a été oubliée de l’opinion publique à une période d’obscurité politique ». Après avoir reconsidéré ses propres mérites en tant qu’écrivain et directeur, il élabore et met en pratique un programme pour les théâtres gérés par l’État ; selon Vianu, cela signifie « ponctualité et rigueur ». Il renonce néanmoins à sa fonction à la fin de la saison, et reprend ses activités littéraires.
En janvier 1889, il épouse Alexandrina, la fille de l’architecte Gaetano Burelly, et membre de l’élite bucarestoise. Cette union améliore grandement le statut social de Caragiale. Deux enfants naîtront : Luca (connu sous le nom de Luky et né en 1893) et Ecaterina (ou Tușchi, née en 1894). Quelques années plus tard, les Caragiale accueillent Mateiu chez eux, et Ion Luca l’inscrit au lycée Sfântul Gheorghe, tenu par Anghel Demetriescu.

### Dispute avec l'Académie roumaine

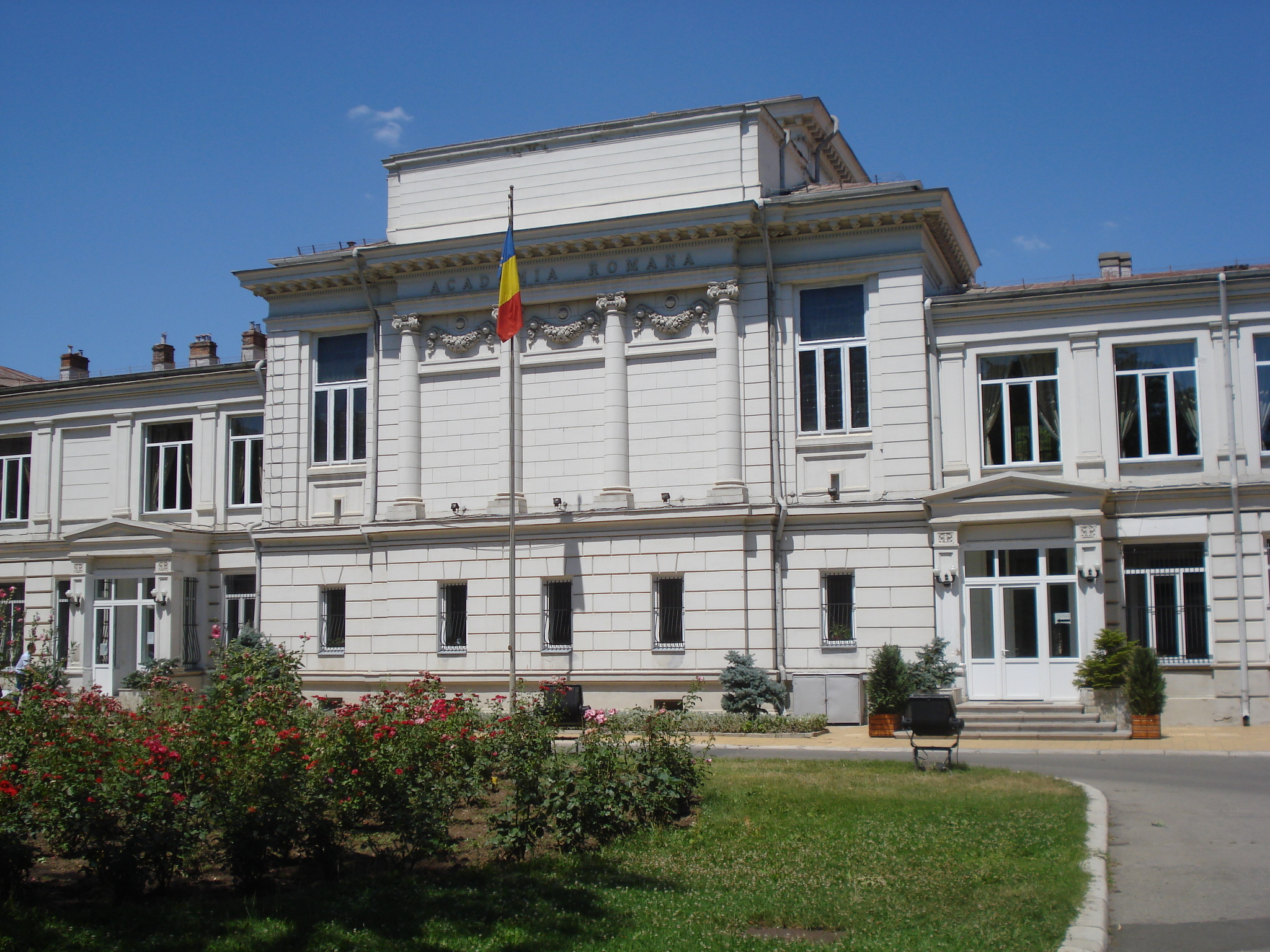
Ancien siège de l'Académie roumaine, situé sur la Calea Victoriei.

Au début de l’année 1890, Caragiale publie en même temps que son volume de travaux collectifs sa nouvelle tragédie, Năpasta (Fausses accusations). Les deux écrits sont présentés à l’Académie roumaine, en vue de recevoir son prix annuel, le prix Ion Heliade Rădulescu. Deux membres du jury, l’historien Bogdan Petriceicu Hasdeu et le futur premier ministre Dimitrie Sturdza, tous deux libéraux-nationaux, se prononcent en défaveur des œuvres de Caragiale. Le poète Gheorghe Sion soutient ce refus, et déclare préférer un travail de Constantin Dobrogeanu-Gherea, lui aussi en compétition. Lorsque le juministe Iacob Negruzzi apporte son soutien à son ami, Sturdza oppose l’œuvre de Caragiale à sa propre vision du didactisme, et déclare qu’elle manque à la fois d’une qualité morale et nationale. Le conflit entre Caragiale et les libéraux-nationaux atteint dès lors son paroxysme.
Autant Hasdeu que Sturdza font allusion à l’influence qu’exerce leur adversaire Maiorescu sur Caragiale, et vont à comparer le dramaturge avec des écrivains, tels que Mite Kremnitz ou Josef B. Brociner. Pour les deux leaders libéraux, Kremnitz et Brociner, qui ont écrit des ouvrages critiques envers le pouvoir roumain, s’attachent à construire une image négative de la nation. Hasdeu insiste sur le fait que Caragiale lui-même pose problème au pays, tandis que Sturdza, plus indulgent, souligne simplement que les pièces de Caragiale n’avaient pas réussi à afficher un amour pour « la vérité, le beau et le bien ». Il ajoute :

« Monsieur Caragiale devrait apprendre à respecter sa nation, et non à la ridiculiser. »

Le discours de Sturdza est largement responsable du vote négatif de l’Académie (20 voix contre et 3 seulement en faveur) et provoque l’indignation de Caragiale. Parallèlement, la candidature de Dobrogeanu-Gherea pour le prix est également rejetée, avec 16 voix contre 8. En 1897, dans le journal conservateur Epoca, l’écrivain s’en prend violemment à Sturdza et ses partisans, et affirme qu’ils considèrent tous les talents humoristiques comme « impies », « inutiles à la nation » voire « carrément dangereux ». Vianu note que l’article de Caragiale vise directement le respect que porte Sturdza pour le jacobinisme, le collectivisme, et le nationalisme, qui, selon les propres termes de Caragiale :

« manipule le barda des grands mots avec lequel la fausse école libérale a rempli les têtes cinquante années durant. »

### Scission d'avecJunimea

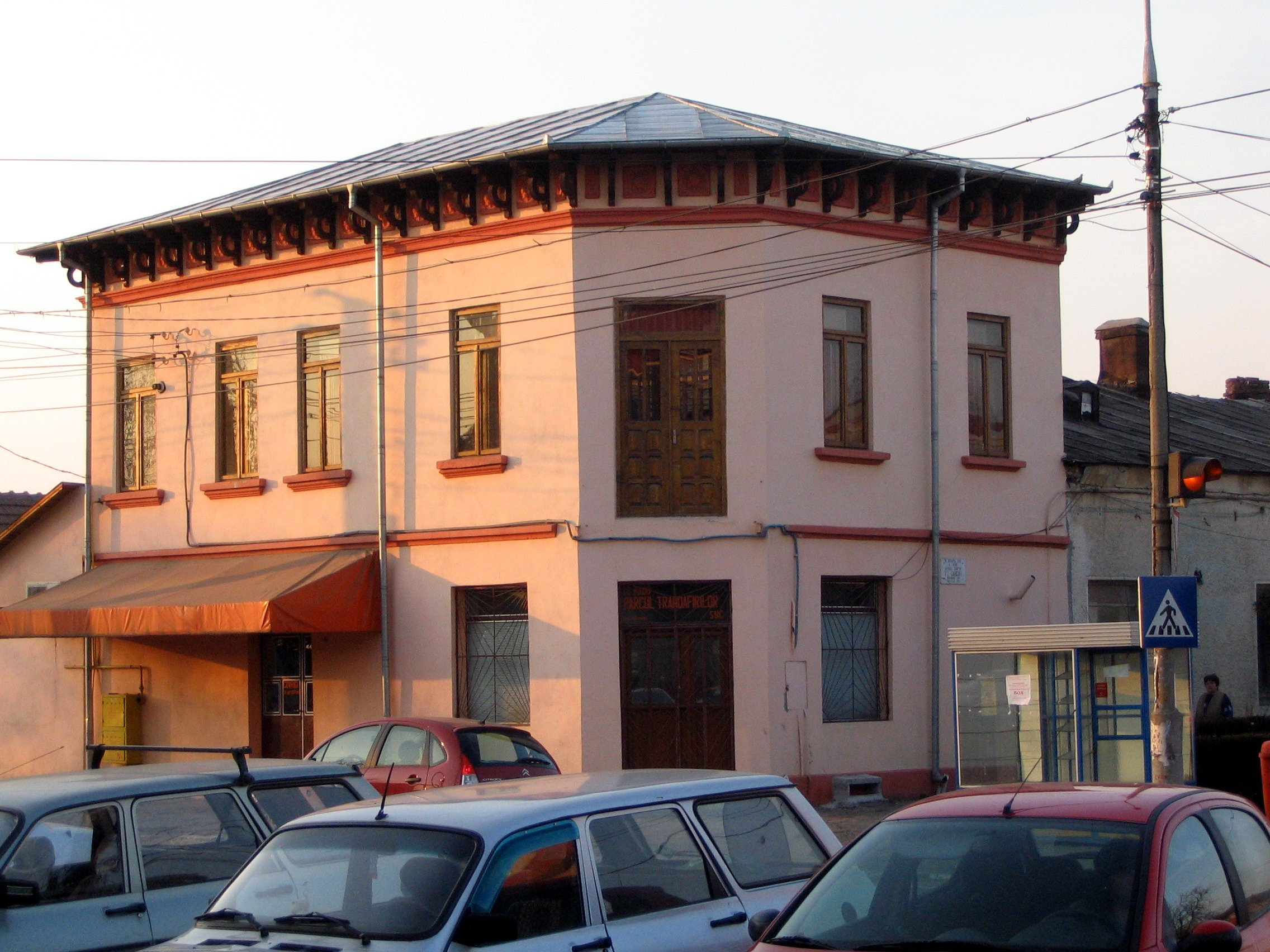
Vue du bâtiment à Buzău, en face de la gare, où était situé le restaurant tenu par Caragiale en 1895.

Pendant la controverse qui l’oppose à l’Académie, Caragiale publie deux mémoires sur Eminescu, après que le poète soit mort en juin 1889. L’un d’entre eux, intitulé În Nirvana (Au Nirvana), se concentre sur les premières années de leur amitié ainsi que sur l’une des premières déceptions amoureuses du poète. Il fait de nouveau imprimer ses souvenirs du monde du théâtre, auxquels il ajoute les pièces publiées dans le Claponul, ainsi que de nouvelles pièces satiriques. Il rédige également un essai l’année suivante, dans lequel il critique une nouvelle vague d’imitateurs d’Eminescu : « Beaucoup de gens raisonnables s’engageront sur le chemin et [...] des personnes qui les connaissent, seulement quelques-unes d’entre elles leur rendront hommage ; tandis qu’un fou [...] sera suivi par tout le monde. C’est pour cela que le succès de [l’édition de 1890] a dépassé toutes les attentes des éditeurs ».
Bien que l’attaque publiée dans son essai emprunte beaucoup au discours junimiste, le dramaturge se retourne dès lors contre Maiorescu et Junimea, qu’il accuse de ne pas avoir assez supporté sa cause devant l’Académie. En mai 1892, il profite d’une conférence publique organisée à l’Athénée roumain pour exposer ses griefs contre l’ancien ministre de l’éducation et ses associés, ce qui provoque une rupture définitive des relations entre les deux personnages. Caragiale écrit également un article intitulé Două note (Deux notes), dans lequel il accuse Maiorescu d’avoir modifié et censuré certains poèmes d’Eminescu, et d’avoir utilisé le poète dans un simple but lucratif. C’est à cette période que Caragiale cesse de participer à la revue Convorbiri Literare.
Vers la fin de l’année 1892, Caragiale publie deux volumes de prose, y compris ses nouveaux romans Păcat, O făclie de Paște et Om cu noroc. L’année suivante, il commence à fréquenter en simple curieux les cercles socialistes, et se lie rapidement d’amitié avec Constantin Dobrogeanu-Gherea. En novembre de la même année, et après des contraintes financières, Caragiale ouvre une brasserie près de Hanul Gabroveni, dans le quartier de Lipscani à Bucarest. Il rachète peu de temps après un bar dans une rue voisine. Dans une lettre qu’il écrit à l’époque, Ion Luca songe à déménager en Transylvanie pour y devenir un enseignant.
En novembre 1893, afin de montrer un geste de bonne volonté envers son adversaire, Alexandru Macedonski rédige un article pour le Literatorul dans lequel il demande aux autorités s’il est normal qu’un ancien Responsable des Théâtres ne dispose pas d’une source de revenus stable. Mais Caragiale continue inlassablement ses attaques dans la presse. De ce fait, l’animosité entre les deux personnages n’ira que grandissante. Un an plus tard, Caragiale loue le restaurant proche de la gare de Buzău, comme Dobrogeanu-Gherea l’a fait à Ploiești. Cependant toutes ses entreprises sont chancelantes, et Caragiale est au bord de la faillite, il décide de ne pas renouveler son contrat. Après un séjour à Buzău en février 1895, la presse rapporte que Caragiale a donné une conférence publique sur « les causes de la stupidité humaine ».

### Moftul Român et Vatra

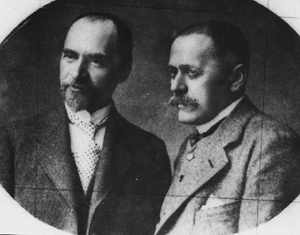
George Coșbuc et Ion Luca Caragiale.

## Œuvres de Ion Luca Caragiale traduites en français
- L'effroyable suicide de la rue de la Fidélité, Éditions Héros-Limite, 2012.
- La foire (Tables des matières), traduit du roumain par Michel Wattremez, in L'Atelier du roman no 64, Flammarion, 2010, p. 161-163
- Notre Père, traduit du roumain par Michel Wattremez, in L’Atelier du roman no 64, Flammarion, 2010, p. 201-203
- Télégrammes[1], in L’Atelier du roman, no 44, Flammarion, décembre 2005, p. 71-76.
- Moments, traduit du roumain par Michel Wattremez, Wattremez, 2002
- Théâtre, traduit du roumain par Paola Bentz-Fauci, Éditions de l'UNESCO, 2002 (rassemble Une nuit orageuse, Sieur Leonida face à la réaction, La lettre perdue, Ainsi va l'carnaval, La disgrâce, Premier avril)
- Grosse chaleur, adapté par Eugène Ionesco in Littérature roumaine, Fata Morgana, 1998
- Une nuit orageuse, M'sieu Léonida face à la réaction, Une lettre perdue, adaptation[2] d'Eugène Ionesco et Monica Lovinesco, L'Arche, 1994
- Le diable au pays de Dracula (recueil de prose fantastique), sélection et adaptation des textes de Viorel Paltinéanou, Alcor, 1993
- Deux gros lots, Yves Péneau sur un thème de Caragiale, l'Avant-scène-Théâtre no 301, 1963
- Œuvres, textes traduits sous la direction de Simone Roland et Valentin Lipatti, Bucarest, 1962
- Une lettre perdue (ro) (O scrisoare pierdută), comédie en quatre actes, traduit du roumain par André Kédros, France, 1953
- À l'auberge de Manjoala in Nouvelles roumaines, traduit du roumain par Edmond Bernard, Didier, 1947
- À l'auberge de Manjoala in Âmes en peine[3], traduit du roumain par Mario Roques, Jean Vigneau éditeur, 1946
- Une lettre perdue (ro) (O scrisoare pierdută), Le père Leonida et la réaction, traduit du roumain par Edmond Bernard, Didier, 1943
- Le Cierge de Pâques, traduit du roumain par Adolphe Clarnet[4], Paris, 1912[5]
- Fausses accusations (Năpasta)[6], traduit du roumain par Oswald Neuschotz, Craiova, 1897[5]